# Chineasy
Chineasy – przedsiębiorstwo internetowe powstałe w celu popularyzacji nauki znaków pisma chińskiego, założone przez ShaoLan Hsueh, która zadebiutowała na konferencji TED Talk w lutym 2013, i ufundowane dzięki kampanii crowdfundingowej na Kickstarterze w lipcu 2013.

## Metoda nauki
Wielu ludzi jest wzrokowcami, co znaczy, że łatwiej zapamiętują informacje, jeżeli są one przedstawione w formie graficznej. Chineasy uczy poprzez ilustracje mające ułatwiać zapamiętywanie znaków zarówno tradycyjnego pisma chińskiego, jak i uproszczonego, choć należy pamiętać, że wiele chińskich znaków wygląda tak samo w obu tych odmianach pisma. Ilustracje zostały zaprojektowane przez wielu różnych ilustratorów, jak na przykład Noma Bar. W marcu 2014 wydano książkę Chineasy: Nowy sposób czytania po chińsku, a w marcu 2016 opublikowano kolejną – Chineasy Everyday, która zawiera około 400 najczęściej używanych i najprzydatniejszych znaków, wyrażeń i zdań. Oprócz nauki chińskiego oferuje krótkie historie wyjaśniające chińską kulturę. W lipcu 2016 Chineasy pojawiło się w aplikacji Tinycards należącej do Duolingo. W styczniu 2017 zaczęto nagrywać z zapraszanymi gośćmi serię podcastów poświęconych językowi i kulturze Chin – Talk Chineasy.

## Odbiór
Chineasy wiele razy było komentowane w prasie, na przykład w Financial Times, The Wall Street Journal i tygodniku Time. W styczniu 2014 wygrało nagrodę magazynu Wallpaper.